# قائمة الهجمات بالبراميل المتفجرة خلال الحرب الأهلية السورية
البرميل المتفجر هو نوع من الأجهزة المتفجرة المرتجلة المستخدمة على نطاق واسع من قبل سلاح الجو السوري خلال الحرب الأهلية السورية. عادةً ما تكون هذه البراميل مليئة بالمتفجرات جنبًا إلى جنب مع الشظايا و/أو النفط. وعادةً ما تقوم القوات الجوية السورية بإسقاط تلك البراميل من طائرة هليكوبتر. أسقط الجيش السوري في كثير من الأحيان هذه القنابل على مناطق مدنية مما خلّف عشرات الوفيات في صفوف لمدنيين. ذكرت هيئة الإذاعة البريطانية أنه ما بين كانون الثاني/يناير 2014 ومايو/أيار 2015؛ 1% فقط من الذين قتلوا جراء البراميل المتفجرة هم من مقاتلي المعارضة بينما الباقي من المدنيين. بحلول نهاية عام 2017؛ قتلت 97% مدنيين لا غير فيما قتلت 25% منها أطفال صغار. ووفقا للشبكة السورية لحقوق الإنسان منذ بداية الحرب وحتى كانون الأول/ديسمبر 2017؛ أسقطت القوات السورية 68,334 برميلا متفجرًا على الأقل داخل الأراضي السورية.
المفتاح:
- = هجوم كيماوي

## 2012
- في آب/أغسطس 2012 أسقطت القوات الجوية السورية برميلا متفجرًا على حي الحميدية في حمص.[8]
- في آب/أغسطس 2012 أسقطت القوات الجوية السورية مجموعة قنابل متفجرة على مدينة القصير.[9]
- في الخامس من أيلول/سبتمبر 2012 تعرضت مدينة كفرزيتا لقصف شديد بالبراميل المتفجرة؛وقتل على إثرها عدد من الأشخاص وأحدثت دمار كبير في المباني.
- في أيلول/سبتمبر 2012 قُتل عدد كبير من الناس وأُصيب آخرون بعدما سقط برميل متفجر على حي سكني في حلب.[10]

## 2013
- في 2 / أغسطس 2013 سقط برميل متفجر شرقي مشفى دار التوليد في محافظة الرقة راح ضحيته مدنيين .
- في أواخر آب/أغسطس 2013 سقطت براميل متفجرة على عدد من مناطق حلب بما في ذلك أكثر من حديقة عامة في باب النيرب.
- في 8 تشرين الأول/أكتوبر 2013 سقط برميل متفجر على قرية في إدلب إلى الجنوب من أريحا.[11]
- في 30 تشرين الثاني/نوفمبر 2013 تسبب برميل متفجر في مقتل 26 شخصًا على الاقل في مدينة الباب بحلب.[12][13][14]
- في 1 كانون الأول/ديسمبر 2013 قتل برميل متفجر 20 شخصًا على الأقل في الباب بحلب من جديد.
- من 15 إلى 24 كانون الأول/ديسمبر 2013 تسبب البراميل المتفجرة الملقاة على رأس المدنيين في الأحياء السكنية في مقتل أزيد من 300 شخص في عدة أحياء في مدينة حلب؛ بينما أكد المجلس الوطني السوري مقتل 650 خلال نفس الفترة.[15][16][17]
- في 26 كانون الأول/ديسمبر 2013 قتل برميل متفجر 15 شخصًا على الأقل في أعزاز.[18]
- في 29 كانون الأول/ديسمبر 2013 قتل برميل متفجر 25 شخصًا على الأقل في حلب.[19]

## 2014

### كانون الثاني/يناير
- في 7 كانون الثاني/يناير 2014 قتلت البراميل المتفجرة عددًا غير محددٍ من المدنيين في ضواحي دمشق وضواحي دوما.[20]
- في 12 كانون الثاني/يناير 2014 تسببت البراميل المتفجرة في مقتل 15 شخصًا على الأقل في الباب بحلب.[21]
- في 14 كانون الثاني/يناير 2014 قتلت البراميل المتفجرة عددًا غير محدد من الأشخاص في داريا، عربين والزبداني في محافظة ريف دمشق.[22]
- في 14 كانون الثاني/يناير من عام 2014 دائما سقط برميل متفجر على قرية أنخل في محافظة درعا.
- في 18 كانون الثاني/يناير 2014 قتلت البراميل المتفجرة ما لا يقل عن 60 شخصا في حلب.[23]
- في 22 كانون الثاني/يناير 2014 سقطت عدة براميل متفجرة في وسط محافظة حماة.[24]
- في 24 كانون الثاني/يناير 2014 أُسقط قنابل متفجرة داخل برميل على داريا.[25]
- في 25 كانون الثاني/يناير 2014 قتلت البراميل المتفجرة 10 أشخاص حيث سقطت على المدينة الصناعية في حلب ومناطق قريبة من شيخ نجار.
- في 28 كانون الثاني/يناير 2014 قتل برميل متفجر واحد 22 شخصًا في حلب.[26]
- في 29 كانون الثاني/يناير 2014 قتلت عدة براميل متفجرة ما لا يقل عن 62 شخصًا في المعادي والصالحين ومناطق أخرى من جنوب حلب.[27][28]
- في 30 كانون الثاني/يناير 2014 قتلت البراميل المتفجرة ما لا يقل عن 11 شخصًا في داريا.[29]

### شباط/فبراير
- من 1 إلى 5 فبراير 2014 قتلت البراميل المتفجرة ما لا يقل عن 246 شخصًا في حلب وحدها.[30]
- في 8 شباط/فبراير 2014 قتلت البراميل المتفجرة ما لا يقل عن 20 شخصًا في حلب،[31] وعدد غير محدد من الأشخاص في داريا.
- في 9 شباط/فبراير 2014 تسببت البراميل المتفجرة في مقتل ما لا يقل عن 11 شخصا في حلب.[32]
- في 11 شباط/فبراير 2014 قتلت البراميل المتفجرة 10 أشخاص على الأقل في حلب.[33]
- في 12 شباط/فبراير 2014 قتلت البراميل المتفجرة ما لا يقل عن 38 شخصا في حلب، في حين لقى 31 شخصا حتفهم في درعا بسبب البراميل المتفجرة دائمًا.[34]
- في 16 شباط/فبراير 2014 أُسقط الكثير من البراميل المتفجرة على مدينة حلب، وداريا، وخان الشيح، وعدة مواقع في ريف إدلب.[35]
- في 17 شباط/فبراير 2014 سقط برميل متفجر على منطقة مكتظة بالسكان في حلب.[36]
- في 18 شباط/فبراير 2014 سقطت الكثير من البراميل المتفجرة في عدة مناطق من سوريا تسببت في مقتل 18 شخصًا على الأقل كما تم استهداف مخيم اللاجئين الفلسطينيين في درعا بنفس السلاح دون معلومات عن عدد القتلى والجرحى.[37]
- في 23 شباط/فبراير 2014 قتلت شلة من البراميل المتفجرة ما لا يقل عن 12 شخصًا في حلب.[38]

### آذار/مارس
- في 4 آذار/مارس 2014 تم استهداف منطقة يبرود بعدة براميل متفجرة.[39]
- في 5 آذار/مارس 2014 قتلت البراميل المتفجرة قتل عددًا من الأشخاص في حلب، يبرود وداريا.[40]
- في 6 آذار/مارس 2014 قتلت البراميل المتفجرة 13 شخصًا على الاقل في كل من حلب ويبرود.[41][42]
- في 7 آذار/مارس 2014 قتلت البراميل المتفجرة عددًا غير معروف من الأشخاص في يبرود.[43]
- في 8 آذار/مارس 2014 دمّرت البراميل المتفجرة العديد من المباني بما في ذلك مسجد في حلب.[44]
- في 9 آذار/مارس 2014 قتلت البراميل المتفجرة 8 أشخاص على الأقل بما في ذلك مصور كندي في حلب.[45]
- في 15 آذار/مارس 2014 قتلت البراميل المتفجرة ما لا يقل عن 6 أشخاص في رأس الخيمة ويبرود.[46][47]
- في 22 آذار/مارس 2014 أُسقطت الكثير من القنابل داخل براميل على منطقة نعيمة في محافظة درعا.[48]
- في 24 آذار/مارس 2014 سقط برميل متفجر على كسب وآخر في جبل التركمان.[49]
- في 26 آذار/مارس 2014 قتلت البراميل المتفجرة 20 شخصًا وتسبب في إصابة 40 آخرين في عندان داخل حلب.[50]
- في 27 آذار/مارس 2014 سقطت الكثير من القنابل على مدينة اللاذقية وكذلك في فليطة بالقرب من الحدود اللبنانية مما تسبب في مقتل 8 من الثوار.[51][52]
- في 31 مارس من عام 2014 قتلت البراميل المتفجرة ما لا يقل عن 31 شخصًا بعد أن سقطت على حلب.[53]

### نيسان/أبريل
- في 2 نيسان/أبريل 2014 قتلت البراميل المتفجرة ما لا يقل عن 15 شخصًا في بعض أنحاء محافظة حلب ودرعا.[54][55]
- في 4 نيسان/أبريل 2014 أسفرت البراميل المتفجرة عن مقتل نحو 50 شخصا كما دمرت الكثير من المباني والمساجد ومستشفى الشفاء في حي الشعار في حلب خلال أوقات الذروة.[56]
- في 6 نيسان/أبريل 2014 خلفت البراميل المتفجرة الكثير من الدمار في مدينة عندان بحلب.[57]
- في 10 نيسان/أبريل 2014 قتلت البراميل المتفجرة ما لا يقل عن 88 شخصا في الحي الشمالي من حلب.[58]
- في 11 نيسان/أبريل 2014 أُلقيت قنبلة برميلية تحتوي على مواد كيميائية على كفر زيتا.[59]
- في 12 نيسان/أبريل 2014 قتلت البراميل المتفجرة ما لا يقل عن 11 شخصًا في عندان وحريتان بحلب.[60][61]
- في 20 نيسان/أبريل 2014 قتلت البراميل المتفجرة 59 شخصًا في محافظة حلب.[62]
- في 22 نيسان/أبريل 2014 سقط 38 برميلاً على الأحياء الخاضة لسيطرة الثوار في شرق حلب.[63]
- في 24 نيسان/أبريل 2014 قتلت البراميل المتفجرة 24 شخصًا على الأقل عندما سقطت على سوق خضار في الأتارب بحلب.[64]
- في 26 نيسان/أبريل 2014 قتل برميل متفجر ما لا يقل عن 6 أشخاص في بلدة سرمين بإدلب،[65] و10 أشخاص آخرون في اللطامنة بحماة.[66]
- في 30 نيسان/أبريل 2014 قتلت البراميل المتفجرة ما لا يقل عن 25 طفلاً بعد أن سقطت على مدرسة ابتدائية في حلب.[67]

### أيار/مايو
- في 1 أيار/مايو 2014 قتلت البراميل المتفجرة 40 شخصًا على الأقل في سوق مزدحمة في مدينة حلب[68] فيما تسبب برميل متفجر آخر في مقتل لاجئ سوري وجرح أربعة آخرون على الحدود النائية قرب قرية الطفيل في شرق لبنان.[69]
- في 10 مايو 2014 قتلت البراميل المتفجرة ما لا يقل عن 46 شخصًا في المناطق الشرقية من مدينة حلب.[70]
- في 11 أيار/مايو من عام 2014 اتهمت قوى المعارضة النظام بتلويث إمدادات المياه في حلب بعد ضرب محطة ضخ في المدينة بقنبلة كيميائية.[71]
- في 21 أيار/مايو دمرت البراميل المتفجرة العديد من المنازل والأحياء في بلدة معرة العرتيك في حلب.[72]
- في 22 أيار/مايو كسر الجيش الحصار عن سجن في حلب[73][74][75] بعدما ألقى أكثر من 100 برميل عليه.[76]
- في 27 مايو 2014 قتلت البراميل المتفجرة ما لا يقل عن 43 شخصا في حلب.[77]
- في 29 مايو 2014 أودت البراميل المتفجرة بحياة الكثيرين في دارة عزة بمحافظة حلب.[78]
- في 30 أيار/مايو 2014 قتلت البراميل المتفجرة ما لا يقل عن 20 شخصًا في بستان القصر الحي بحلب دوماً.[79]

### حزيران/يونيو
- في 2 حزيران/يونيو 2014 قتلت البراميل المتفجرة ما لا يقل عن 22 شخصًا في حلب.[80]
- في 3 يونيو/حزيران 2014 أصيب العشرات من الناس[81] كما تعطّل مسجد الحدادين في مدينة حلب بعد إلقاء عدة براميل متفجرة.[82]
- في 4 يونيو/حزيران 2014 استهدفت عدة براميل متفجرة بلدة خان الشيح في جنوب دمشق ومناطق عدة من محافظة إدلب وحماة.[83]
- في 5 يونيو/حزيران 2014 انهار مسجد بعدما تم استهدافه بقنبلة برميلية في قاضي عسكر بمحافظة حلب.[84]
- في 8 يونيو/حزيران 2014 قتل برميل متفجر ما لا يقل عن 7 أشخاص في حي طارق بحلب.[85]
- في 14 يونيو/حزيران 2014 قتلت الكثير من البراميل المتفجرة 8 أشخاص على الأقل في الميادين بحلب، [86] كما قتلت 13 آخرين في عندان بمحافظة حلب، [87] ودمرت مسجدا في تفس المنطقة.[88]
- في 16 يونيو/حزيران 2014 قتلت البراميل المتفجرة ما لا يقل عن 37 شخصا في السكري والأشرفية بحلب كما قتلت 3 آخرين في عدد من المناطق الريفية في محافظة درعا.[89]
- في 18 يونيو/حزيران 2014 قتلت البراميل المتفجرة ما لا يقل عن 20 وجرح 80 شخصًا على الاقل في مخيم لاجئين في قرية الشجرة القريبة من الحدود الأردنية.[90]
- في 21 يونيو/حزيران 2014 قتلت البراميل المتفجرة ما لا يقل عن 11 شخصا بالقرب من منطقة الغوطة في دمشق.[91]
- في 22 يونيو/حزيران 2014 قتلت البراميل المتفجرة ما لا يقل عن 9 أشخاص في أحياء حلاق وباب النصر في حلب.[92]
- في 26 يونيو/حزيران 2014 قتلت البراميل المتفجرة ما لا يقل عن 49 شخصا في مناطق متفرقة من حلب ومحافظة حماة.[93]

### تموز/يوليو
- في 6 يوليو/تموز 2014 قتلت البراميل المتفجرة 8 أفراد من عائلة واحدة في داعل بمحافظة درعا.[94]
- في 11 تموز/يوليو 2014 قتلت البراميل المتفجرة ما لا يقل عن 20 شخصا في حلب.[95]
- في 16 و17 تموز/يوليو 2014 سقطت براميل متفجرة على وسط مدينة مورك.[96]
- في 21 تموز/يوليو 2014 قتلت البراميل المتفجرة 10 أشخاص على الأقل في حي الأنصاري في مدينة حلب.[97]
- في 28 تموز/يوليو 2014 قتلت البراميل المتفجرة ما لا يقل عن 9 أشخاص في حي الشعار في حلب.[98]

### آب/أغسطس
- في 3 آب/أغسطس 2014 قتلت البراميل المتفجرة ما لا يقل عن 23 شخصًا في جبل الاكراد بجسر الشغور ومناطق أخرى من إدلب.[99]
- في 9 آب/أغسطس 2014 قتلت البراميل المتفجرة 30 شخصا على الاقل ودمرت مسجدا في حي المعادي في مدينة حلب.[100]
- في 10 آب/أغسطس 2014 قتلت البراميل المتفجرة ما لا يقل عن 24 شخصًا في حماة والرقة.[101]
- في 11 آب/أغسطس 2014 قتلت البراميل المتفجرة 25 مدنيًا على الأقل في عدة مناطق متفرقة من مدينة حلب كما تسببت تلك القنابل في قط إمدادات المياه والكهرباء.[102]
- في 13 آب/أغسطس 2014 قتلت البراميل المتفجرة 17 شخصا على الأقل في باب النيرب داخل مدينة حلب.[103]
- في 14 آب/أغسطس 2014 قتلت البراميل المتفجرة ما لا يقل عن 6 أشخاص في حي المعادي في مدينة حلب.[104]
- في 15 آب/أغسطس 2014 تسببت البراميل المتفجرة الملقاة من قبل سلاح الجو السوري التابع للرئيس بشار الأسد في مقتل 10 أشخاص على الأقل في حلب[105] و14 شخصا في الرستن.[106]
- في 22 آب/أغسطس 2014 قتلت البراميل المتفجرة ما لا يقل عن 20 شخصًا أغلبهم مدنيين في حلب.[107]
- في 24 آب/أغسطس 2014 قتلت البراميل المتفجرة 5 أطفال على الأقل في ثلاث قرى من محافظة درعا.[108]
- في 30 آب/أغسطس 2014 تسببت البراميل المتفجرة في مقتل ما لا يقل عن 5 أشخاص من نفس العائلة في حي الحمراء في مدينة حلب.[109]
- في 31 آب/أغسطس 2014 قتلت البراميل المتفجرة ما لا يقل عن 42 طفلاً في مختلف أنحاء سوريا.[110]

### أيلول/سبتمبر
- في 5 أيلول/سبتمبر 2014 قتلت البراميل المتفجرة 15 شخصا على الأقل في مدينة حلب.[111]
- في 8 أيلول/سبتمبر 2014 قتلت البراميل المتفجرة ما لا يقل عن 7 أشخاص في بلدة الإمام الطيبة بالقرب من حماة.[112]
- في 15 أيلول/سبتمبر 2014 أودت البراميل المتفجرة بحياة 15 شخصا على الأقل في تلبيسة.[113]
- في 18 أيلول/سبتمبر 2014 قتلت البراميل المتفجرة 15 شخصا على الأقل في الباب.[114]
- في 20 أيلول/سبتمبر 2014 قتلت البراميل المتفجرة 8 أشخاص على الأقل في عراد حمرا، وأحياء أخرى من حلب.[115]
- في 26 أيلول/سبتمبر 2014 قتلت البراميل المتفجرة 5 أشخاص على الأقل في الرستن و9 أشخاص شرق حلب.[116]

### تشرين الأول/أكتوبر
- في 1 تشرين الأول/أكتوبر 2014 قتلت البراميل المتفجرة ما لا يقل عن 23 شخصًا في حلب.[117]
- في 10 تشرين الأول/أكتوبر 2014 قتلت البراميل المتفجرة 19 شخصا على الاقل في درعا.[118]
- في 12 تشرين الأول/أكتوبر 2014 أسقط سلاح الجو السوري عددًا غير معروف من البراميل المتفجرة التي قتلت 12 شخصًا على الأقل في بنش.[119]
- في 19 تشرين الأول/أكتوبر 2014 قتلت البراميل المتفجرة ما لا يقل عن 7 أفراد من عائلة واحدة في قرية سوسن في شمال حلب.[120]
- في 23 تشرين الأول/أكتوبر 2014 قتلت البراميل المتفجرة 10 أشخاص على الأقل في درعا، [121] و15 آخرون في قرية تل قرة في شمال حلب.[122]
- في 26 تشرين الأول/أكتوبر 2014 قتلت البراميل المتفجرة ما لا يقل عن 12 مدنيًا من عائلة واحدة في بلدة بصرى الشام في محافظة درعا.[123]
- في 29 تشرين الأول/أكتوبر 2014 قتلت البراميل المتفجرة ما يصل إلى 75 مدنيًا في ممرات نازحين في إدلب.[124]
- في 31 تشرين الأول/أكتوبر 2014 قتلت البراميل المتفجرة 4 أشخاص على الأقل في الرستن بمحافظة حمص.[125]

### تشرين الثاني/نوفمبر
- في 6 تشرين الثاني/نوفمبر 2014 قتلت البراميل المتفجرة 12 شخصا على الأقل في حي الشعار في حلب.[126]
- في 9 تشرين الثاني/نوفمبر 2014 تسببت البراميل المتفجرة السورية في مقتل 21 شخصًا على الأقل في الباب.[127]
- في 13 تشرين الثاني/نوفمبر 2014 قتلت البراميل المتفجرة لسلاح الجو السوري 20 شخصًا على الأقل بعد سقوطها على مدارس ابتدائية في رأس العين بمحافظة الحسكة.[128]
- في 17 تشرين الثاني/نوفمبر 2014 قتلت البراميل المتفجرة 14 شخصا على الأقل بالقرب من مخبز ومطعم في الباب مجدداً.[129]
- في 18 تشرين الثاني/نوفمبر 2014 قتلت سلاح الجو السوري من خلال البراميل المتفجرة 14 شخصًا على الأقل بالقرب من قرى حريتان وكفر حمرة.[130]
- في 28 تشرين الثاني/نوفمبر 2014 قتلت البراميل المتفجرة 20 شخصا على الأقل في محافظة درعا.[131]
- في 30 تشرين الثاني/نوفمبر 2014 قتلت البراميل المتفجرة 12 شخصا على الأقل في جاسم بمحافظة درعا.[132]

### كانون الأول/ديسمبر
- في 23 كانون الأول/ديسمبر 2014 قتلت البراميل المتفجرة ما لا يقل عن 7 أشخاص في منطقة معرة النعمان بمحافظة إدلب.[133]
- من 21 إلى 26 ديسمبر 2014 وبحسب المرصد السوري لحقوق الإنسان فإن النظام السوري قد أسقطَ 193 برميلا متفجرا في مناطق متفرقة من سوريا.[134]
- في 25 كانون الأول/ديسمبر 2014 أسفرت البراميل المتفجرة عن مقتل نحو 40 شخصا في الباب بالقرب من حلب.[135]

جدول يُلخص عدد القتلى المدنيين على يد النظام السوري باستعمال البراميل المتفجرة لا غير عام 2014 لوحده.

## 2015

### كانون الثاني/يناير
في أواخر كانون الثاني/يناير صعّدت القوات الجوية السورية من ضرباتها الجوية اليومية بل وصلت إلى أزيد من 100 برميل متفجر في اليوم الواحد،  بعدما كان سوء الأحوال الجوية قد قيّد حركتها في وقت سابق من الشهر الماضي.
- في 14 كانون الثاني/يناير 2015 قتلت البراميل المتفجرة شخصان وجرحت 10 آخرين في كفرزيتا.[138]
- في 20 كانون الثاني/يناير 2015 قتلت البراميل المتفجرة ما لا يقل عن 65 شخصا وجرحت 150 آخرين في سوق بمدينة الحسكة.[139][140]
- في 21 كانون الثاني/يناير 2015 قتلت البراميل المتفجرة 13 شخصًا على الأقل في الحولة.[141]
- في 22 كانون الثاني/يناير 2015 قتل برميل متفجر فتاتان في قرية حزيران في محافظة إدلب.[142]
- في 23 كانون الثاني/يناير 2015 قتلت البراميل المتفجرة ما لا يقل عن 42 شخصا في قرية الحمورية شرق غوطة دمشق كما قتلت على الأقل 4 أشخاص في الحولة وذلك عندما شرع سكان المنطقة في مغادرة المساجد بعد صلاة الجمعة.[143]
- في 28 كانون الثاني/يناير 2015 قتلت البراميل المتفجرة 8 أشخاص على الأقل وجرحت عشرات آخرون في كنصفرة والبارة في جبل الزاوية بمحافظة إدلب.[144]
- في 29 كانون الثاني/يناير 2015 قتلت البراميل المتفجرة ما لا يقل عن 6 أطفال وجرحت 15 آخرين جنبًا إلى جنب مع قتل أكثر من 100 من الحيوانات وذلك عندما سقطت القنابل داخل خيام البدو في حماة.[145]

### شباط/فبراير
- في 1 شباط/فبراير 2015 قتلت البراميل المتفجرة ما لا يقل عن شخص واحد في مدينة كفر ناها بمحافظة حلب في حين سقط ثلاثين برميلا متفجرًا على الزبداني وخان الشيخ بالإضافة إلى عسال الورد.[146]
- في 2 شباط/فبراير 2015 قتلت البراميل المتفجرة ما لا يقل عن 7 أشخاص في حلب،[147] و17 شخصا في خان شيخون.[148]
- في 5 شباط/فبراير 2015 قتلت البراميل المتفجرة ما لا يقل عن 47 شخصا في ساحة مزدحمة في حي البايدين بحلب.[149]
- من 9-10 فبراير 2015، تسببت البراميل المتفجرة في مقتل 18 شخصًا على الأقل في مدينة دوما.[150]
- في 21 شباط/فبراير 2015 قتلت البراميل المتفجرة 8 أشخاص على الأقل في حلب،[151] وأفيد في وقا لاحق أن أحد البراميل المتفجرة كانت تحتوي على غازات ضارة قد سقطت على قرية في غرب حلب مما أدى إلى استشهاد ثلاثة بعد استنشاقهم للغازات السامة.[152]

### آذار/مارس
- في 5 آذار/مارس 2015 قتل برميل متفجر واحد 22 شخصًا على الأقل في ساحة عامة في حي قاضي عسكر بحلب.[153]
- في 9 آذار/مارس 2015 قتلت البراميل المتفجرة بما في ذلك تلك التي تحتوي على غاز الكلور ما لا يقل عن 7 أشخاص في قرية مزيريب بمحافظة درعا.[154]
- في 10 آذار/مارس 2015 قتلت البراميل المتفجرة 8 أشخاص على الأقل بالقرب من حمص.[155]
- في 12 آذار/مارس 2015 قتلت البراميل المتفجرة ما لا يقل عن 6 أشخاص في قرية ألما بمحافظة درعا.[156]
- في 16 مارس 2015, تم تعبئة غاز الكلور داخل البراميل المتفجرة وأُطلق على أحياء مترفرقة من سوريا مما تسبب في مقتل ما لا يقل عن 6 أشخاص داخل مستشفى كما استُشهد 70 آخرون في بلدة سرمين.[157][158]
- في 23 آذار/مارس 2015 قتل برميل متفجر واحد ما لا يقل عن 5 أطفال من نفس العائلة في طفس.[159]
- في 24 آذار/مارس 2015 تم تعبئة غاز الكلور مجددًا داخل البراميل المتفجرة التي قتلت أزيد من 30 شخصا في قرية بنش.[160]
- في 26 آذار/مارس 2015 قتلت البراميل المتفجرة 22 شخصًا على الأقل كما تركت الكثير من الجرحى في حالة حرجة في بلدة درعا بمدينة درعا نفسها.[161]

### نيسان/أبريل
- في 1 نيسان/أبريل 2015 قتلت البراميل المتفجرة ما لا يقل عن 7 أشخاص في داعل ثم قتلت 5 آخرون في محافظة حمص بالإضافة إلى 4 أشخاص في حي الفردوس بحلب.[162]
- في 3 نيسان/أبريل 2015 قتل برميل متفجر واحد 10 أشخاص على الأقل في حي الفردوس مجددًا بحلب.[163]
- من 4 إلى 8 نيسان/أبريل 2015، سقط أكثر من 30 براميلا متفجرًا على اللاجئين الفلسطينيين في مخيم اليرموك بما في ذلك على المستشفى الوحيد الذي يعمل داخل مخيم اليرموك.[164]
- في 9 نيسان/أبريل 2015 قتل برميل متفجر واحد ما لا يقل عن 7 أشخاص في بصرى.[165]
- في 12 نيسان/أبريل 2015 قتل برميل متفجر واحد ما لا يقل عن 9 أشخاص في حلب.[166]
- في 14 نيسان/أبريل 2015 قتلت مجموعة من البراميل المتفجرة ما لا يقل عن 12 شخصًا في مأوى في سراقب و 10 أشخاص آخرين في محافظة درعا.[167]
- في 16 نيسان/أبريل 2015 تم إسقاط أربع براميل مليئة بغازات سامة بالقرب من قريتي سرمين وكورين في محافظة إدلب مما تسبب في اختناق 20 شخصاً تم نقلهم إلى المستشفيات الميدانية لتلقي العلاج.[168]
- في 19 نيسان/أبريل 2015 قتل برميل متفجر واحد ما لا يقل عن 6 أشخاص في محافظة درعا.[169]
- في 29 نيسان/أبريل 2015 قتل برميل متفجر واحد 5 أشخاص على الأقل في حي الفردوس بحلب للمرة الثالثة في ظرف شهر واحد.[170]

### أيار/مايو
- في 1 أيار/مايو 2015 سقطت براميل متفجرة مليئة بغاز الكلور تسببت في مقتل طفل واحد 1 وإصابة 40 آخرين في سراقب.[171]
- في 3 أيار/مايو 2015 قتل برميل متفجر 10 أشخاص على الأقل بالقرب من مدرسة في حي سيف الدولة بحلب.[172]
- في 5 أيار/مايو 2015 قتل برميل متفجر ما لا يقل عن 9 أشخاص في قرية الشوكة شرقي محافظة حماة.[173]
- في 12 أيار/مايو 2015 قتلت مجموعة من البراميل المتفجرة ما لا يقل عن 47 شخصًا كانوا يستقلون حافلة صغيرة في جسر الحاج بالقرب من مدينة حلب.[174]
- في 15 أيار/مايو 2015 أسقط سلاح الجو السوري قنبلة مليئة بغاز الكلور تسبب بمشاكل لـ 19 مواطنًا يُعاني من مشاكل في الجهاز التنفسي في محافظة إدلب.[175]
- في 15 أيار/مايو 2015 قتل برميل متفجر واحد ما بين 40 حتى 100 دفعة واحدة في مخبز في منبج.[176]
- في 20 أيار/مايو 2015 قتل برميل متفجر واحد ما لا يقل عن 7 أشخاص في قاضي عسكر في مدينة حلب.[177]
- في 22 أيار/مايو 2015 قتلت البراميل المتفجرة 11 نساء على الأقل في محافظة حلب.[178]
- في 23 أيار/مايو 2015 قتل برميل متفجر 14 شخصًا على الأقل أغلبهم من الأطفال وجرح العشرات في حي الحامدية بدير الزور.[179]
- في 30 أيار/مايو 2015 قتلت البراميل المتفجرة ما لا يقل عن 84 شخصا في الباب وحي الشعار في حلب.[180][181]
- في 31 أيار/مايو 2015 قتلت البراميل المتفجرة 3 أشخاص على الأقل في الباب مجدداً.[182]

### حزيران/يونيو
- في 2 حزيران/يونيو 2015 قتلت البراميل المتفجرة 18 شخصا على الأقل في تل رفعت و11 شخصا في قرية شرق حلب بالإضافة إلى 8 أفراد من عائلة واحدة في كفر سيجنا في محافظة إدلب.[183]
- في 4 يونيو 2015 تسببت البراميل المتفجرة في مقتل 20 شخصًا على الأقل في محافظة حلب.[184]
- في 6 حزيران/يونيو 2015 قتلت البراميل المتفجرة 10 أشخاص على الأقل في تل رفعت.[185]
- في 7 يونيو 2015 قتلت البراميل المتفجرة 17 شخصا على الأقل في بلدة الزعفرانة في محافظة حمص.[186]
- في 8 حزيران/يونيو 2015 قتل برميل متفجر واحد 4 أشخاص على الأقل في تل رفعت.[187]
- في 9 حزيران/يونيو 2015 أودت مجموعة من البراميل المتفجرة بحياة 20 شخصًا على الأقل وإصابة حوالي 40 آخرين في حلب.[188]
- في 17 حزيران/يونيو 2015 قتلت البراميل المتفجرة ما لا يقل عن 36 شخصًا في دوما.[189]
- في 19 حزيران/يونيو 2015 تسبب برميل متفجر واحد للطيران السوري في مقتل 5 أشخاص على الأقل وجرح 15 آخرون في حي المعادى في حلب.[190]
- في 21 حزيران/يونيو 2015 قتلت البراميل المتفجرة 14 شخصًا على الأقل وجرحت 20 آخرين في اثنين من أحياء حلب كما تكررت مثل هذه الهجمات منذ بداية شهر رمضان.[191]
- في 22 يونيو 2015 قتل برميل متفجر 10 أشخاص على الأقل في المسجد أثناء صلاة العشاء في حي الأنصاري بحلب.[192]
- في 24 يونيو 2015 قتلت البراميل المتفجرة السورية ما لا يقل عن 7 أشخاص في بلدة جرجناز بمحافظة إدلب.[193]
- في 27 حزيران/يونيو 2015 قتل برميل متفجر ما لا يقل عن 13 شخصا بينهم عائلة مكونة من تسعة وجرح العشرات في درعا.[194]
- في 28 حزيران/يونيو 2015 قتلت البراميل المتفجرة ما لا يقل عن 7 أشخاص في حلب.[195]
- في 30 حزيران/يونيو 2015 قتلت البراميل المتفجرة 15 شخصًا على الأقل في حي الصالحين بحلب،[196] كما قتلت 10 أشخاص على الأقل في جبل الزاوية وم10 آخرون في مدينة دوما مع إصابة 80 بجروح متفاوتة الخطورة.[197]

### تموز/يوليو
- في 1 يوليو 2015 قتلت البراميل المتفجرة 15 شخصًا على الأقل وجرحت ما لا يقل عن 25 في حي الصالحية بمدينة حلب،[198] ثم قتلت 5 آخرون في طفس.[199]
- في 8 تموز/يوليو 2015 تسبب برميل متفجر واحد في مقتل 15 شخصًا على الأقل أثناء إفطار رمضان في حي كرم البيك بحلب.[200]
- في 11 تموز/يوليو 2015 قتلت البراميل المتفجرة لسلاح الجو السوري ما لا يقل عن 28 شخصًا في حلب و7 أشخاص من عائلة واحدة أثناء الإفطار في الحارة.[201]
- في 13 يوليو 2015 قتلت البراميل المتفجرة ما لا يقل عن 35 شخصًا وأصيب ما لا يقل عن 50 في الباب.[202]
- في 15 يوليو 2015 قتلت البراميل المتفجرة 5 أشخاص على الأقل في إحدى القرى شمال شرق محافظة حلب.[203]
- في 16 تموز/يوليو 2015 قتلت البراميل المتفجرة ما لا يقل عن 11 شخصًا في البابمجدداً.[204]
- في 17 يوليو 2015 قتلت البراميل المتفجرة ما لا يقل عن 11 شخصا وإصابة 20 آخرين في أورم الجوز.[205]
- في 18 تموز/يوليو من عام 2015 قتل سلاح الجو السوري باستعمال البراميل المتفجرة 5 أشخاص على الأقل في قرية بالقرب من الباب كما ألقى 28 برميلا على الزبداني.[206]
- في 20 يوليو 2015 قتلت البراميل المتفجرة 3 أشخاص على الأقل وجرحت 35 في مدينة دمشق.[207]
- في 22 تموز/يوليو 2015 قتلت البراميل المتفجرة 18 شخصًا على الأقل في البريج بالقرب من الباب.[208]
- في 23 تموز/يوليو 2015 قتل برميل متفجر واحد 13 شخصا على الاقل في الغارية الغربية داخل محافظة درعا.[209]

### آب/أغسطس
- في 8 آب/أغسطس 2015 قتل برميل متفجر واحد 5 أشخاص على الأقل في مدينة إدلب.[210]
- في 9 آب/أغسطس 2015 قتل شلة من البراميل المتفجرة 10 أشخاص على الأقل في القريتين.[211]
- في 11 آب/أغسطس 2015 سقطت براميل متفجرة تحتوي على النابالم الحارق على داريا.[212]
- في 13 آب/أغسطس 2015 قتلت البراميل المتفجرة ما لا يقل عن 13 شخصًا في كفر عويد بمحافظة إدلب.[213]
- في 16 آب/أغسطس 2015 استُخدمت البراميل المتفجرة خلال مجزرة دوما.
- في 22 آب/أغسطس 2015 قتلت البراميل المتفجرة 50 شخصًا على الأقل وجرحت ما لا يقل عن 100 في دوما.[214]
- في 24 آب/أغسطس 2015 قتلت البراميل المتفجرة ما لا يقل عن 9 أشخاص في دوما و14 في البارة كما أصابت عشرات آخرين بجروح.[215]

### أيلول/سبتمبر
- في 6 أيلول/سبتمبر 2015 قتل برميل متفجر واحد 3 أشخاص على الأقل وجرحَ العشرات في أريحا.[216]
- في 16 أيلول/سبتمبر 2015 قتل سرب من البراميل المتفجرة الملقاة من جنود في سلاح الجو السوري 45 شخصًا على الأقل في حي مشهد بحلب.[217]
- في 17 أيلول/سبتمبر 2015 قتلت البراميل المتفجرة 21 شخصًا على الأقل في بصرى.[218]
- في 26 أيلول/سبتمبر 2015 قتلت البراميل المتفجرة 5 أشخاص على الأقل في تفتناز.[219]

### تشرين الأول/أكتوبر
- في 2 تشرين الأول/أكتوبر 2015 قتلت البراميل المتفجرة ما لا يقل عن 100 شخص في حلب.[220]
- ما بين 4 و6 تشرين الأول/أكتوبر 2015، سقط برميل متفجر يحمل قنابل على مدرسة تديرها الأونروا كما تم استهداف مجموعة من المناطق الأخرى في مخيم اليرموك.[221]
- في 19 تشرين الأول/أكتوبر 2015 قتلت البراميل المتفجرة 5 أشخاص على الأقل في معضمية الشام بالقرب من دمشق.[222]
- في 27 تشرين الأول/أكتوبر 2015 قتلت البراميل المتفجرة ما لا يقل عن سيدة واحدة في داريا.[223]

### تشرين الثاني/نوفمبر
- في 9 تشرين الثاني/نوفمبر 2015، قتلت البراميل المتفجرة ما لا يقل عن شخص واحد في داريا.[224]
- في 19 تشرين الثاني/نوفمبر 2015 قتلت البراميل المتفجرة ما لا يقل عن 25 من المزارعين في بلدة الشيخ مسكين.[225]
- في 28 تشرين الثاني/نوفمبر 2015 قتلت البراميل المتفجرة ما لا يقل عن 7 أشخاص وجرح 47 في مستشفى في الزعفرانة وهي بلدة في شمال حمص.[226]
- في 29 تشرين الثاني/نوفمبر 2015 ألقى سلاح الجو السوري 50 برميلاً على مدينة داريا وحدها.[227]

### كانون الأول/ديسمبر
- في 23 كانون الأول/ديسمبر 2015 ألقى الطيران السوري أكثر من 40 برميلاً على مدينة معضمية الشام والمناطق المحيطة بها بما في ذلك تلك البراميل التي تحتوي على غازات سامة مجهولة مما تسبب في مقتل 5 أشخاص على الأقل.[228][229]
- في 29 كانون الأول/ديسمبر 2015 قتل برميل متفجر واحد 20 شخصا على الاقل في الغنطو.[230]

ملخص عدد القتلى من المدنيين خلال الحرب الأهلية السورية على يد نظام بشار الأسد باستعمال البراميل المتفجرة لا غير حسب شهور سنة 2015 وحدها.

## 2016

### كانون الثاني/يناير
- في 12 كانون الثاني/يناير 2016 ألقى سلاح الجو السوري 26 برميلا على داريا.[231]
- خلال كانون الثاني/يناير سقط ما مجموعه 1,428 برميلا في مناطق متفرقة من سوريا؛ 1,123 منها سقطت في المناطق الريفية قرب ضواحي دمشق.[232]

### شباط/فبراير
- في 4 شباط/فبراير 2016 سقطت عدة براميل تحوي قنابل على مستشفى في الغارية الغربية وهي بلدة تقع على بعد عشرة كيلومترات شمال شرقي مدينة درعا.[233]
- في 18 شباط/فبراير 2016 ضربت قنبلة برميلية مستشفى معتمد من قبل منظمة أطباء بلا حدود في شرق غوطة دمشق.[234]
- من 24-25 شباط/فبراير 2016 وعلى مدى 24 ساعة سقط 50 برميلا على الأقل في داريا؛[235] وفي 26 شباط/فبراير 2016 سقطت عشرات البراميل المتفجرة على داريا مجدداً.[236]
- في 28 شباط/فبراير من عام 2016 ألقى النظام خمس براميل متفجرة على قرية الناجية كما استهدف مناطق متفرقة من محافظة إدلب.[237][238]

### نيسان/أبريل
- في 10 نيسان/أبريل 2016 أصابت قنبلة برميلية عائلة مكونة من 7 أشخاص في إحدى مناطق حلب.[239]
- في 24 نيسان/أبريل 2016 قتل برميل متفجر واحد ما لا يقل عن 7 أشخاص في سوق الصاخور في مدينة حلب.[240]
- في 27 نيسان/أبريل 2016 قتلت شلة من البراميل المتفجرة 50 شخصا على الأقل بعدما ضربت مستشفى في حلب.[241]

### آذار/مارس
- في 2 أيار/مايو 2016 قتلت البراميل المتفجرة 3 أشخاص على الأقل في كفر حمرة.[242]
- في 5 أيار/مايو 2016 قتل برميل متفجر واحد عشرات الأشخاص في بلدة الخالدية بالقرب من خان طومان.[243]
- في 19 أيار/مايو 2016 قتلت مجموعة من البراميل المتفجرة 11 شخصًا على الاقل في الحولة.[244]
- في 20 أيار/مايو 2016 قتلت البراميل المتفجرة ما لا يقل عن 7 أشخاص وجرحت 32 في خان العسل وعندان.[245]
- في 27 مايو 2016 قتلت البراميل المتفجرة 4 أشخاص على الأقل في المنطقة الشرقية من حلب.[246]

### حزيران/يونيو
- في 5 حزيران/يونيو 2016 قتل برميل متفجر ما لا يقل عن 9 أشخاص في أحد الأحياء الشعبية في حلب.[247]
- في 8 حزيران/يونيو 2016 قتلت البراميل المتفجرة 15 شخصا على الأقل وجرحت 20 آخرون بعدما سقطت على منطقة تحوي مستشفى وسوق في حي الشعار بحلب.[248]
- في 17 حزيران/يونيو 2016 قتلت البراميل المتفجرة 15 شخصا على الأقل وأصابت العشرات عندما سقطت على عدة أحياء في حلب.[249]
- في 19 حزيران/يونيو 2016 قتلت البراميل المتفجرة 10 أشخاص على الأقل وجرحت 35 آخرين عندما سقطت على الرقة.[250]

### تموز/يوليو
- في 11 تموز/يوليو 2016 قتل برميل متفجر شخصًا واحدًا في حي بمدينة حلب.[251]
- في 23 تموز/يوليو 2016 قتلت البراميل المتفجرة شخصين في شمال مدينة حلب.[252]
- في 25 تموز/يوليو 2016 قتلت البراميل المتفجرة 24 شخصًا على الاقل في حي مشهد بمدينة حلب،[253] ثم سقطت فيما بعد عشرات القنابل والبراميل على مدينة دوما.[254]
- في 26 تموز/يوليو 2016 قتلت البراميل المتفجرة ما لا يقل عن 6 أشخاص في حلب.[255]

### آب/أغسطس
- في 1 آب/أغسطس 2016 قتلت البراميل المتفجرة التي تحتوي على غاز الكلور 33 شخصًا على الأقل في سراقب.[256]
- في 10 آب/أغسطس 2016 مات 4 أشخاص اختناقًا بعدما تم استهدافهم بعدة براميل تحوي غاز الكلور في عدة أحياء من مدينة حلب.[257][258]
- في 19 آب/أغسطس 2016 دمرت البراميل المتفجرة السورية المستشفى الوحيد في داريا.[259]
- في 20 آب/أغسطس 2016 قتل برميل متفجر أمّاً و6 من أطفالها في حي بمدينة حلب.[260]
- في 25 آب/أغسطس 2016 قتل برميل متفجر واحد ما لا يقل عن 15 شخصا من عائلة واحدة وإصابة 18 آخرين في باب النيرب بحلب.[261][262]
- في 27 آب/أغسطس 2016 قتلت عدة براميل متفجرة 25 شخصًا على الأقل عندما ضربت موكب جنازة لضحايا 25 آب/أغسطس في باب النيرب.[263]

### أيلول/سبتمبر
- في 4 أيلول/سبتمبر 2016 قتلت البراميل المتفجرة السورية 3 أشخاص على الأقل مع إصابة 20 بجروح متفاوتة الخطورة في حلب.[264]
- في 6 أيلول/سبتمبر 2016 سقط برميل متفجر يحتوي على غاز الكلور مما أدى إلى مقتل شخصين على الأقل وجرح ما لا يقل عن 120 في حي السكري في حلب.[265]
- في 7 أيلول/سبتمبر 2016 قتلت البراميل المتفجرة 20 شخصًا على الأقل في حي السكري في حلب مجددًا.
- في 10 أيلول/سبتمبر 2016 قتلت البراميل المتفجرة 10 أشخاص على الأقل في حلب.[266]
- في 18 أيلول/سبتمبر 2016 قتلت البراميل المتفجرة 10 أشخاص على الأقل كما جرحت مجموعة أخرى في داعل.[267][268]
- في 21 أيلول/سبتمبر 2016 قتلت البراميل المتفجرة 4 أشخاص على الأقل وجرحت 11 آخرين في حي السكري بحلب.[269]
- في 25 أيلول/سبتمبر 2016 قتلت البراميل المتفجرة ما لا يقل عن 6 أطفال في حلب.[270]

### تشرين الأول/أكتوبر
- في 1 تشرين الأول/أكتوبر 2016، ضربت البراميل المتفجرة أكبر مستشفى يسيطر عليه الثوار في حلب.[271]
- بين 4 إلى 9 تشرين الأول/أكتوبر 2016 تم إلقاء أكثر من 50 براميلا متفجرا على جميع أنحاء مشارف مخيم اللاجئين الفلسطينيين في خان الشيح.[272]
- في 5 تشرين الأول/أكتوبر 2016 دمرت قنبلة داخل برميل مستشفى صغير تابع للدفاع المدني السوري في دمشق مما نجم عنه إصابة بعض المتطوعين بجروح.[273]
- في 25 تشرين الأول/أكتوبر 2016 قتلت البراميل المتفجرة ما لا يقل عن اثنين مع جرح 5 من مقاتلي المعارضة في قرية قرب أخترين.[274]

### تشرين الثاني/نوفمبر
- في 14 تشرين الثاني/نوفمبر 2016 تم استهداف خان الشيح بأزيد من 15 برميلا مُتفجرا يحتوي على غاز الكلور.[275]
- في 15 تشرين الثاني/نوفمبر 2016 قتلت البراميل المتفجرة ما لا يقل عن شخص واحد مع جرح 5 في حلب.[276]
- في 16 تشرين الثاني/نوفمبر 2016 دمرت البراميل المتفجرة مستشفى الأطفال الوحيد وبنك الدم خلال هجوم شرق حلب.[277]
- في 17 تشرين الثاني/نوفمبر 2016 تسببت قنبلة برميلية في تلف النباتات المائية في باب النيرب.[278]
- في 20 تشرين الثاني/نوفمبر 2016 استُشهدت أسرة مكونة من 4 أطفال والأم ثم الأب بعدما سقطت على منزلهم عدة براميل متفجرة بنكهة غاز الكلور في حي الصاخور في حلب.[279]
- في 24 تشرين الثاني/نوفمبر 2016 قتل برميل متفجر ما لا يقل عن شخص واحد في باب النيرب.[280]
- في 29 تشرين الثاني/نوفمبر 2016 قتل برميل متفجر 25 شخصا على الأقل في حلب.[281]

### كانون الأول/ديسمبر
- في 4 كانون الأول/ديسمبر 2016 قتل برميل متفجر واحد ما لا يقل عن 6 أفراد من نفس العائلة من بينهم 4 أطفال في التمانعة.[282][283]
- في 5 كانون الأول/ديسمبر 2016 قتل برميل متفجر واحد 4 أشخاص على الأقل في حلب.[284][285]
- في 9 كانون الأول/ديسمبر 2016 قتل برميل متفجر واحد ما لا يقل عن 4 أفراد من عائلة واحدة في حلب.[286]
- في 26 كانون الأول/ديسمبر 2016 قتلت البراميل المتفجرة 14 شخصًا على الأقل وتسببت في جرح العشرات في وادي بردى وهي بلدة تقع إلى الشمال الغربي من دمشق.[287]

مُلخص عدد القتلى المدنيين على يد النظام السوري بالبراميل المتفجرة فقط خلال شهور عام 2016.

## 2017

### كانون الثاني/يناير
- في 5 كانون الثاني/يناير 2017 اختنق بعض المدنيين في وادي بردى شمال غرب دمشق بعدما تم استهدافهم بقنبلة برميلية تحتوي على غاز سام مجهول.[288]

### شباط/فبراير
- في 16 شباط/فبراير عام 2017 قتلت البراميل المتفجرة امرأة وثلاثة من أطفالها فيما أصيب 7 آخرون في الهبيط.[289][290]

### آذار/مارس
- في 25 آذار/مارس عام 2017 تم استهداف مستشفى جراحي في اللطامنة باستعمال براميل متفجرة تحتوي على غازات سامة مما نجم عنه مقتل أحد الأطباء ومدني آخر.[291]

### نيسان/أبريل
- بين 7-11 أبريل 2017؛ سقط ما مجموعه 125 برميلا مُتفجرًا على درعا وحدها فيما سقط 23 برميل آخر على حماة وأربعة في إدلب وخمسة في كل من حلب وحمص.[292]
- في 30 نيسان/أبريل من عام 2017 قتلت البراميل المتفجرة ما لا يقل عن 11 شخصًا في درعا.[293]

### أيار/مايو
- في 6 أيار/مايو 2017 سقطت 10 براميل متفجرة على الأقل على اللطامنة والمناطق المحيطة بها.[294]
- في 24 أيار/مايو 2017 سقطت 9 براميل متفجرة على الأقل في درعا.[295]

### حزيران/يونيو
- في 4 حزيران/يونيو من عام 2017 سقط 37 برميلاً يحتوي على قنابل على درعا مجددًا.[296]
- في 11 يونيو 2017 تم استهداف درعا مجددا للمرة الثانية في أقل من أسبوع لكن هذه المرة بـ 80 برميلا متفجرًا.[297]
- في 15 حزيران/يونيو 2017 قتل برميل متفجر واحد شخصًا وتسبب في إصابة 11 آخرين في درعا دائماً.[298]
- في 20 حزيران/يونيو 2017 تم استهداف درعا مجددًا بـ 38 برميلاً على الأقل.[299]

### تموز/يوليو
- في تموز/يوليو 2017 سقط 244 برميلا على مناطق متفرقة من سوريا معظمهم في محافظة درعا وغيرها من مناطق خفض التصعيد.[300]

### آب/أغسطس
- في آب/أغسطس من عام 2017 قام نظام بشار الأسد باستهداف مناطق متفرقة من سوريا بـ 92 برميلا معظمهم في محافظة حماة، تليها دمشق ثم حمص.[301]

### أيلول/سبتمبر
- من 19-27 أيلول/سبتمبر 2017 استهدف النظام السوري محافظة إدلب بأزيد من 30 برميلاً متفجر.[302]
- في أيلول/سبتمبر 2017 سقط في سوريا أكثر من 216 برميلا متفجرا معظمها في دمشق تليها محافظة حماة ثم محافظة دير الزور.[303]

### تشرين الأول/أكتوبر
- في تشرين الأول/أكتوبر من عام 2017 سقط في سوريا 534 برميلا؛ 20% منها في محافظة دير الزور.[304]

### تشرين الثاني/نوفمبر
- في 16 تشرين الثاني/نوفمبر 2017 أصابت عدة براميل متفجرة تحتوي على مادة كيميائية 3 أشخاص على الأقل بالقرب من مزرعة بيت جن.[305]
- في تشرين الثاني/نوفمبر 2017 سقط في سوريا 613 برميلا؛ 86% منها في دمشق، تليها محافظة دير الزور ثم محافظة حماة.[306]

### كانون الأول/ديسمبر
- في 28 كانون الأول/ديسمبر 2017 قتل برميل متفجر سيدة وأصاب ثلاثة أطفال في مركز الرعاية الصحية الأولية في معرة النعمان.[307]
- في كانون الأول/ديسمبر 2017 سقط في سوريا 312 برميلا متفجرًا معظمها في محافظة إدلب ثم محافظة حماة.[308]

مُلخص عدد البراميل المتفجرة التي ألقاها النظام السوري على المدنيين عام 2017 وحده.

## 2018

### كانون الثاني/يناير
- في كانون الثاني/يناير 2018 تم إلقاء 427 برميلا مُتفجرًا على سوريا.[309]

### شباط/فبراير
- في 3 شباط/فبراير 2018 قتل برميل متفجر واحد ما لا يقل عن 9 أشخاص في خان السبل.[310]
- في 4 شباط/فبراير من عام 2018 أصابت مجموعة من البراميل المتفجرة التي تحتوي على الكلور 11 شخصا على الاقل في إدلب.[311]
- في 20-21 فبراير/شباط عام 2018 أُسقطت 8 براميل على عربين.[312]
- في شباط/فبراير 2018 استهدف النظام السوري عدة مناطق متفرقة من سوريا بـ 407 برميلا متفجرا بما في ذلك 297 خلال حصار الغوطة الشرقية و72 في محافظة إدلب.[313]

### آذار/مارس
- في 5 آذار/مارس 2018 قتل برميل متفجر واحد 19 شخصًا على الأقل في بلدة حمورية خلال حصار الغوطة الشرقية.[314]
- في 5 آذار/مارس 2018 سقط برميل متفجر يحوي غازات سامة على 25 شخصًا على الأقل في الحمورية بالغوطة الشرقية.[315]
- في آذار/مارس 2018 سقط 793 برميلا على المدنيين في سوريا بما في ذلك 712 على الغوطة الشرقية وحدها.[316]

### نيسان/أبريل
- في 7 نيسان/أبريل عام 2018 قتلت براميل متفجرة تحتوي على غازات سامة ما لا يقل عن 70 شخصا وجرحت 500 خلال هجوم دوما الكيميائي.
- في نيسان/أبريل عام 2018 استهدف النظام السوري بـ 761 برميلا مناطق متفرقة من سوريا.[317]

### أيار/مايو
- في أيار/مايو 2018 سقط 93 برميلاً على سوريا معظمها في جنوب دمشق.[318]

### حزيران/يونيو
- في حزيران/يونيو 2018 أطلق النظام السوري ما مجموعه 427 برميلاً متفجرًا على محافظة درعا وحدها.[319]

### تموز/يوليو
- في 17 تموز/يوليو تسببت البراميل المُتفجرة في مقتل 10 أشخاص على الأقل في قرية عين التينة في الجنوب السوري.[320]

مُلخص عدد البراميل المُتفجرة التي ألقاها النظام السوري على المدنيين في سوريا عام 2018 وحده.

## حصيلة القتلى
مبيان يُلخص حصيلة القتلى من المدنيين السوريين بسبب البراميل المتفجرة من عام 2014 إلى عام 2016.